# 2017年のアイスランド
2017年のアイスランド （2017ねんのアイスランド）では、2017年のアイスランドに関する出来事について記述する。

## できごと

### 1月
- 1月11日 - ビャルニ・ベネディクトソン、第45代首相に就任。
- 1月22日 - 当月14日以来、行方不明となっていた20歳のアイスランド人女性の殺害された遺体が、首都レイキャヴィーク南方の海岸で発見[1][2]。殺人事件が稀なアイスランド社会に衝撃を与えた[3]。

### 4月
- 4月4日 - 男女間の賃金が同一であることを証する証明書の取得を政府機関及び民間企業に義務付ける世界初の法案、アイスランド議会に提出。法案が通過すれば、2018年1月施行となる[4][5]。

### 6月
- 6月1日 - イギリスの経済平和研究所、2017年の世界平和度指数公表。アイスランドの評価が最も高く[6]、7年連続で第1位となった。